# Rafael Hernando
Rafael Hernando y Palomar (31. května 1822 Madrid – 10. července 1888 tamtéž) byl španělský hudební skladatel.

## Život
Narodil se v 31. května 1822 v Madridu. Byl synem Pedra Hernanda a Eugenie Hernando Palomarové. Matka mu zemřela ve věku dvou let. V patnácti letech vstoupil na madridskou konzervatoř a studoval hudební teorii a hru na klavír u Pedra Albénize, zpěv u Baltasara Saldoniho a kompozici u Ramona Carnicera.
V roce 1843 odešel k sestře svého otce do Paříže a dále studoval u Miguela Garcii. Ujal se ho skladtel Daniel Auber a pomohl mu získat místo sbormistra v Opéra Comique. V Paříži Hernando zkomponoval Stabat Mater a operu Romilda na italský text.
V roce 1848 obdržel zprávu, že otec umírá. Vrátil se proto do Madridu a záhy se připojil ke skupině skladatelů, kteří hodlali oživit typicky španělskou formu operety – zarzuelu. Mezi jinými byli členy této skupiny skladatelé Francisco Asenjo Barbieri, Cristóbal Oudrid, José Inzenga a Joaquín Gaztambide. V roce 1848 dokončil zarzuelu EL ensayo de una ópera rozpracovanou Cristóbalem Oudridem. Po úspěchu své hudby v tomto díle zkomponoval svou první samostatnou zarzuelu Palo de Ciego (1849). Z jeho dalších zarzuel měla největší úspěch El Duende, která se hrála 150x.
V létě roku 1851 se svými spolupracovníky založil Společnost pro pěstování zarzuely (Sociedad artistica para el cultivo de la Zarzuela). V letech 1850–1851 komponovali díla sestavená z árií jednotlivých spolupracovníků.
Kromě komponování působil jako profesor na konzervatoři Escuela Nacional de Música y Declamación a podílel se na založení společnosti Societat Artístico-Musical de Socors Mutus, která se starala o šíření symfonické a komorní hudby.
Zemřel v Madridu 10. července 1888 ve věku 66 let.

## Dílo
Zkomponoval 17 zarzuel a řadu chrámových skladeb.
Zarzuely
- El ensayo de una ópera (spolupráce Oudrid, 1848 Madrid)
- Palo de ciego (1849 Madrid)
- Colegiales y soldados (1849 Madrid)
- El duende (1849 Madrid)
- Bertoldo y comparsa (1850 Madrid)
- Escenas en Chamberi (spolupráce Barbieri, Oudrid, Gaztambide, 1850 Madrid)
- Buenos Días, Señor Don Simón (spolupráce Barbieri, Oudrid, Gaztambide, José Inzenga, 1851 Madrid)
- Don Simplicio Bobadilla (spolupráce Barbieri, Oudrid, Gaztambide, 1853 Madrid)
- Cosas de Juan (1854 Madrid)
- El tambor (1860 Madrid)
- Aurora